# Coliseu Roberto Clemente

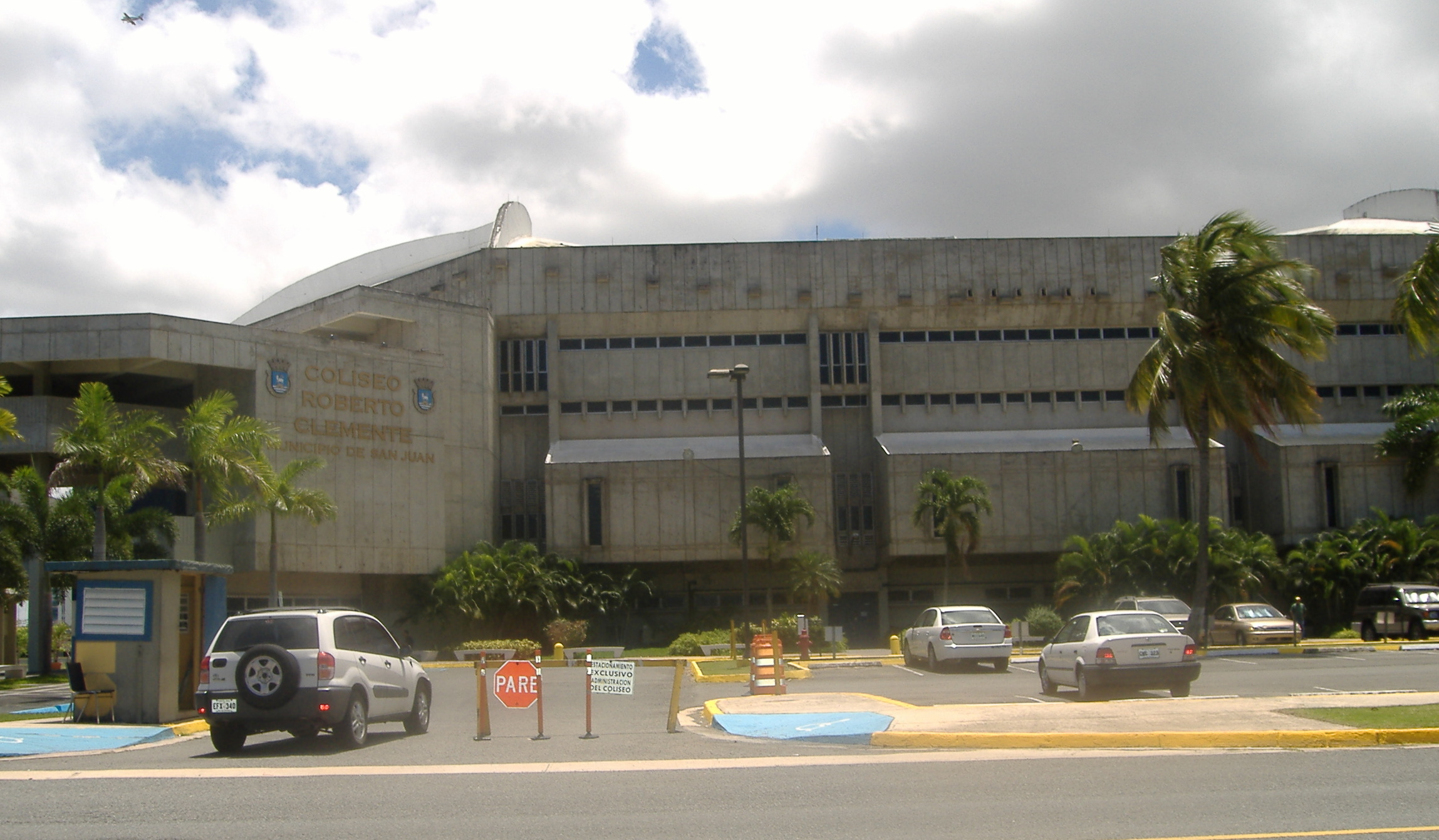
Coliseu Roberto Clemente

Coliseu Roberto Clemente (em espanhol Coliseo Roberto Clemente) é um ginásio poliesportivo inaugurado em 1973 e reformado em 2004. 
Está localizado na cidade de San Juan, em Porto Rico e possui capacidade de 18.000 espectadores. Dentre muitos eventos internacionais que já abrigou, destaca-se o Campeonato Mundial de Basquete Masculino em 1974 e recentemente a Copa América de Basquetebol de 2009.